# 青い果実 (O・C・スミスの曲)
「青い果実」（英語: Little green apples）は、1968年に全米チャート2位を獲得したO.C.スミスの代表曲。「ハニー」の作者ボビー・ラッセルの作品で「小さな青いリンゴ」という邦題もあるが、日本では「ハニー」ほどのヒットは記録せずグラミー賞を受賞していることなども知られていない。

## 解説
1968年すでにこの曲の2つのバージョンがチャート・インしていた。カントリーのロジャー・ミラー盤が全米39位、パティ・ペイジ盤が96位
である。スミス盤は98位に登場し11週で第2位を記録。R & Bチャートでも2位を記録し、彼の最大のヒットとなり、作者のボビー・ラッセルはグラミー賞の"Best song of the year"と"Country song of the year"を獲得した。
スミスは1967-1974年の間にポップ・チャートに15曲のヒットをだしたが、1969年には「ハニー」も録音し全米44位を記録。次いでマック・ディヴィスの"Friend,lover, woman. wife"(全米47位）”Daddy's little man(全米34位）などもヒットさせた。 

## カバー
カントリー系のアーティストがカバーを出しているが、本格派のシンガー、ソウル系でも数多くのカバーがでている。
- ボビー・ゴールズボロ(1968）
- ジョニー・マティス(1968）
- フランク・シナトラ（1968）
- ディオンヌ・ワーウィック(1968）
- ビング・クロスビー(1969）
- Four Tops(1969）
- King Curtis(1969)
- Joe Simon(1969）
- Temptations（1969）
- Tony Joe White(1969）
- ナンシー・ウィルソン（1969）
- トニー・ベネット(1970)
- Vicki Lawrence(1973）